# Eugénie Weill
Eugénie Weill, née le 15 juin 1860 à Paris et décédée le 28 décembre 1941 à Sarcelles, est une philanthrope juive  et féministe française. 

## Biographie
Née Eugénie Maria Aron, elle est la fille du couple de bijoutier Gustave Aron et Emma Levy. Le 6 mars 1879, elle épouse Isaac Weill, qui la laisse veuve en 1896 avec deux jeunes enfants.
En mars 1891, elle fonde la Société amicale de bienfaisance, qu'elle préside encore en 1935. Cette œuvre féminine non mixte porte assistance aux démunis, sous la forme de secours en espèce ou en nature, de distribution de vêtements, d'aide à la recherche d'emploi ou de soins gratuits aux malades. Les dames patronnesses sont majoritairement de confession juive. En 1900, la Société amicale compte 937 adhérentes.
Eugénie Weill est, d'après Isabelle Bogelot, l'une des figures de la philanthropie juive française au début du XXe siècle. Elle fait donc naturellement partie des fondatrices du Conseil national des femmes françaises en 1901, et occupe le poste de trésorière de l'association. Pendant près de 30 ans, elle en préside la section de travail Assistance et Prévoyance sociale, qui travaille sur de nombreuses questions : rôle des femmes dans l'administration de l'Assistance publique et de la protection des enfants en bas âge, hygiénisme, féminisation du personnel des prisons de femmes, augmentation du taux de l'assistance obligatoire aux vieillards, amélioration du sort des veuves qui ne sont pas veuves de guerre, etc.
La section entretient des rapports très étroits avec le Conseil supérieur de l’Assistance publique, et reçoit le soutien de plusieurs de ses membres comme son directeur Henri Monod, des sénateurs Ferdinand Dreyfus, Paul Strauss ou encore Gustave Mesureur, etc. Ces derniers appuient la revendication de faire entrer des femmes au Conseil supérieur de l’Assistance publique. En 1906 c’est chose faite : Isabelle Bogelot devient la première femme membre du Conseil supérieur[réf. nécessaire]. 
Eugénie Weill fonde d'autres œuvres d'assistance, en particulier l'Amicale des Petits (1906) et le Bas de laine (30 décembre 1914). Pendant la Première Guerre mondiale, elle crée 3 ouvroirs dans le 9e arrondissement de Paris pour porter secours aux réfugiés, et organise une permanence de secours à la mairie.

## Honneurs
Plusieurs décorations viennent récompenser son action philanthropique : palmes d'Officier d'académie, médaille d'argent de l'Assistance publique (1909), médaille de bronze de la Reconnaissance française. Par décret du 19 février 1922, Eugénie Weill est nommée chevalier de la Légion d'honneur : c'est Isabelle Bogelot qui lui remet la croix.